# Pollos
Pollos település Spanyolországban, Valladolid tartományban. Pollos Tordesillas, Nava del Rey, Siete Iglesias de Trabancos, Castronuño és Torrecilla de la Abadesa községekkel határos. Lakosainak száma 562 fő (2024).

## Népesség
A település népessége az utóbbi években az alábbiak szerint változott:
| Lakosok száma | 800  | 780  | 744  | 714  | 649  | 638  | 595  | 597  | 614  | 562  |
|               | 2001 | 2004 | 2007 | 2009 | 2012 | 2014 | 2017 | 2019 | 2022 | 2024 |